# うごかし屋
『うごかし屋』（うごかしや）は、芳崎せいむによる日本の漫画作品。小学館の漫画雑誌『ビッグコミックオリジナル増刊号』にて連載を開始した後、2008年5月から『ビッグコミックオリジナル』に移行、2010年7月、同誌15号にて最終回を迎えた。
その後単行本化には間が空き、2011年8月3日に最終巻第4集が発売された。

## 概要
引越しや輸送を請け負う『うごかし屋』の面々と依頼者が織りなすヒューマンドラマ。引越しと言う一大イベントにまつわる様々な事情に、読書好きの社長・蘇芳鉄が向き合い、時に実在の小説にヒントを得ながら、荷物のみならず依頼者の心をも動かしてゆく。
1話ごとの数え方は「依頼その○（数字が入る）」で、現在単行本には「依頼その24」までが収録されている。
作者は『テレキネシス 山手テレビキネマ室』で実在の映画を、『金魚屋古書店』で実在の漫画をプロットの主軸に使っているが、今作では『草枕』や『山椒魚』、『三匹の子豚』など「住」にまつわる実在の小説、童話を題材に取っている。

## 登場人物
蘇芳鉄(すおうてつ)
うごかし屋社長。元は常盤津銀行に勤める銀行員であったが、急死した父親の跡を継いで引越し屋になった。
まだ若くどこか飄々としており、臨時従業員から「うすぼんやり」とまで形容される昼行灯な印象もあるが、独自の引越しの理念と依頼者の心を動かす力を持っており、スタッフからの信頼は篤い。また、高価な仏像を傷がつきにくい和紙で包み、車の移動で物品を倒さないよう木枠の台座を急ごしらえで作るなど、輸送の際の細やかな気配りも併せ持っている。
趣味は読書であり、仕事先には必ず本を一冊、腰に挟んで持ち込んでいる。また、『金魚屋古書店』単行本に収録された書店用POPでは「活字中毒」と紹介されている。
花田(はなだ)
うごかし屋社員。16年前からうごかし屋で働いている。
今でこそ肥満体型だが前職はレーシングドライバーで、24時間耐久レースとも呼ばれるル・マン24時間レースにも参加したことがある。その腕は未だ鈍らず、引越しでは運転役を受け持っている。
一方で色を好み、4回の結婚経験がある他、街中でも美女を見れば落ち着かなくなる軟派な面もある。
東雲(しののめ)
うごかし屋社員。花田と同時期に入社し、憎まれ口を叩き合いながらも互いに「花」「東（しの）さん」と呼び合っている。
花田とは対照的に寡黙で硬派な性格であり、依頼者の注文に食って掛かる彼を諌めるシーンが度々ある。独身であり、花田とともに、真朱の母・千草を一途に恋い慕っていた。
前職は「鬼教官」と恐れられた白バイ教官で、その時関わった事件がドラマの契機になるエピソードもある。また、日本全国の主要道路を暗記していると言う頭脳を活かし、引越しでは助手席でナビゲーターを務める。
特技にピアノ演奏がある。大晦日の仕事（うごかし）で披露し、鉄を驚かせたうえ、花田からも「ちょいと早いかくし芸大会だったな」とからかわれている。
真朱(まそほ)
うごかし屋の番頭の孫娘にあたる女子高生。可憐な容姿ながら桐たんすを頭上に掲げて運ぶほどの腕力の持ち主で、両親が他界した現在ではうごかし屋の業務を臨時で手伝っている。
その怪力と美貌は母・千草から受け継いだもので、普段から形見である絹風呂敷も持ち歩いており、絹の手触りを語る場面では女友達から「（趣味が）17歳にしては、絶対渋すぎる」とツッコミを受けている。
海松（うみまつ）
小説家。書いている小説が行き詰まると、住環境を変えたがる癖がある。
過去のうごかし屋への依頼で、引越しだけではなく紛失した原稿の捜索をも対応してくれた事に感銘を受け、以降10回以上の依頼をする常連客となった。
独身であり同居する家族もいないが、山茶花の好きな妻に先立たれた事をほのめかす描写がある。
フルネームは海松雅夫だが、鉄たちは「海松先生」と呼んでいる。
イトウ
東京草原社の編集者で、海松の担当。頻繁に引越しを繰り返す海松に手を焼いている。
なお出版社の社名は、同作者の『鞄図書館』が掲載されている『ミステリーズ！』の発行元、東京創元社のパロディ。
木賊（とくさ）
凄腕の補修屋。難しいとされる白木枠の横傷の補修をこなす腕前を持つが、区画整理によって思い出深い家を失ったことと、幼い娘の事故死のショックから妻とも離れ、酒とギャンブルに明け暮れる生活をしている。
黒鳶（くろとび）、灰桜（はいざくら）、栗梅（くりうめ）
うごかし屋の臨時従業員。普段は自営業、専業主婦、塾講師とそれぞれの生活をしている。
「依頼その1」で僅かに出番があった後は全く登場が無かったが、「依頼その21」で臨時従業員同士の飲み会を開き、大きなうごかし（人手が必要な運搬）の時だけ鉄から連絡が入ってくる事が明らかになっている。

## 七色の箱
うごかし屋では、内容物がひと目でわかるように色のついた段ボール箱を使用している。
珊瑚色の箱 - 洋服。
浅葱色の箱 - 食器。
鳥の子色の箱 - 本類。
露草色の箱
菫色の箱
消炭色の箱
山吹色の箱 - 依頼者が見られたくない、隠しておきたいものを入れる。うごかし屋はこの箱の中身をいっさい見ることはない。

## 各話タイトルと登場する本
1集
- 錫（すず）色の国 - 草枕（夏目漱石）
- 瑠璃（るり）色の館（前編） - 山椒魚（井伏鱒二）
- 瑠璃（るり）色の館（後編）
- 山吹（やまぶき）色の箱 - タゴール詩集 ギーターンジャリ（ラビンドラナート・タゴール、渡辺照宏訳）
- 赤紅（あかべに）色の車 - トルストイ民話集 イワンのばか 他八編（レフ・トルストイ、中村白葉訳）
- 若苗（わかなえ）色の風呂敷 - 古典落語 志ん生集（古今亭志ん生、飯島友治編）
- 浅葱（あさぎ）色の風景 - O・ヘンリ短編集（一）（オー・ヘンリー、大久保康雄訳）
- 胡粉（ごふん）色の嘘 - 太宰治全集 3（太宰治）

2集
- 香染（こうぞめ）色の仏 - 恐怖の報酬（ジョルジュ・アルノオ、生田耕作訳）
- 柿渋（かきしぶ）色の傷 - 童謡なぞとき こんなに深い意味だった（合田道人）
- 朽葉（くちば）色の川 - 六韜（林富士馬訳）
- 薄紫（うすむらさき）色の魚 - 艸木虫魚（薄田泣菫）
- 真朱（しんしゅ）色の列車（前編） - 内田百閒集成2 立腹帖（内田百閒）
- 真朱（しんしゅ）色の列車（後編）
- 勿忘草（わすれなぐさ）色の炎 - 羅生門・鼻（芥川龍之介）
- 橡（つるばみ）色の狼 - イギリス民話集（河野一郎編訳）

3集
- 空（そら）色の道 - 虚構の春（太宰治）
- 藤（ふじ）色の画集 - ドリトル先生航海記（ヒュー・ロフティング、井伏鱒二訳）
- 猩猩緋（しょうじょうひ）色の死体（前編） - 病院横町の殺人犯（エドガー・アラン・ポー 森鷗外訳）
- 猩猩緋（しょうじょうひ）色の死体（後編）
- 支子（くちなし）色の約束
- 墨（すみ）色の敵 - 十二支考（南方熊楠）
- 紺（こん）色の聖夜 - クリスマス・カロル（ディケンズ、村岡花子訳）
- 紅（べに）色白色の宴 - 芥川龍之介全集第12巻（芥川龍之介）

4集
- 桜（さくら）色のドレス（前編）
- 桜（さくら）色のドレス（後編） - フォークナー短編集（ウイリアム・フォークナー、龍口直太朗訳）
- 桔梗（ききょう）色の記憶 - 青い鳥（メーテルリンク 末松氷海子訳）
- 生成（きなり）色の休日 - レ・ミゼラブル（ヴィクトル・ユゴー 辻昶訳）
- 鉛（なまり）色の幸福
- 蘇芳（すおう）色のうごかし（前編）
- 蘇芳（すおう）色のうごかし（中編） - O・ヘンリ短編集（O・ヘンリ、大久保康雄訳）
- 蘇芳（すおう）色のうごかし（後編）

## 単行本
1. 2008年11月28日発売　ISBN 978-4-09-182298-7
ビッグコミックオリジナル 2007年23号/24号/2008年12号/15号/17号/増刊号2007年11月号/2008年1月号/5月号掲載分
2. 2009年5月29日発売　ISBN 978-4-09-182498-1
ビッグコミックオリジナル 2008年11号/19号/21号/23号/2009年1号/3号/5号/7号掲載分
3. 2010年4月28日発売　ISBN 978-4-09-183097-5
ビッグコミックオリジナル 2009年9号/11号/14号/15号/17号/21号/23号/2010年1号掲載分
4. 2011年8月3日発売　ISBN 978-4-09-183839-1
ビッグコミックオリジナル 2009年19号/2010年3号/6号/7号/9号/11号/13号/15号掲載分